# Districte de Darrang
El districte de Darrang és una divisió administrativa d'Assam, amb capital a Mangaldai. La superfície era de 3481 km² i la població d'1.503.943 habitants (2001) però la separació d'una part (2004) per formar el districte de Udalguri, va reduir la superfície a 1420,51 km² i la població a 759.712 habitants. El Darrang estricte és una llengua de terra de terra estreta de 203 km d'est a oest, entre l'Himàlaia al nord i el Brahmaputra al sud.
El nom Darrang derivaria del bodo (o boro) dourang que voldria dir Lilabhumi (pati) dels déus; no obstant altres opinen que deriva de dawrang, que vol dir porta, perquè era l'entrada a Bhutan i cap a Nepal i Xina.
Administrativament formen el districte una subdivisió (Mangaldai Sadar), sis cercles fiscals (Mangaldai, Sipajhar, 
Kalaigaon, Khoirabari, Patharighat i Dalgaon), set blocs (Pachim-Mangaldai, Sipajhar, Kalaigaon, Bechimari, 
Pub-Mangaldoi, Koirabari i Dalgaon-Sealmari), 18 mouza (Chapai, Rangamati, Dahi, Sipajhar, Lokrai, Hindughopa, Bonmaza, Dipila, Rainakuchi, Sarabari, Shyamabari, Kharupetia, Pub-Dalgaon, Pachim-Dalgaon, Pub-Sealmari, Pachim-Sealmari, Kalaigaon i Chinakona), 7 anchlalik panchayat, 1 zila parishad, 79 Gaon Panchayats, 544 pobles, 4 jardins de te, 1 municipalitat (Mangaldai) i 1 comitè de ciutat (Kharupetia).

## Història
El 1584 el rei de Koch Bihar va cedir al seu nebot Raghu Rai el Darrang amb part de Kamrup i Goalpara, amb capital a Barnagar (a l'oest del districte de Kamrup); expulsat el rei de Darrang pels mogols, cridats pel rei de Koch Bihar, el germà del rei fou restablert pel rei ahom d'Assam. Va morir en combat el 1637 i en endavant el regne de Darrang fou merament un feu d'Assam; es creu que els rages locals no exerciren ja cap dret sobre els territoris a l'est de Tezpur i progressivament el seu territori va ser reduït i el 1725 només abraçava el que després fou la subdivisió de Mangaldai, al sud del Gohain Kamala. El 1788 va intentar independitzar-se però el 1792 fou derrotat per una força expedicionària britànica sota la direcció del capità Welsh; el seu poder fou reduït. El 1819 va quedar ocupat pels birmans i el 1926 va passar als britànics amb la resta d'Assam. Entre 1800 i 1830 els bòties, dafles i akes es van apoderar de territoris a la zona. Els dos Duars de Kaling i Burigunia a l'oest de Darrang foren deixats als bhòties de Bhutan durant 8 mesos de cada any (com era sota els dominis dels rages d'Ahom) mentre els britànics governaven els altres quatre mesos de mig juny a mig octubre (abans els rages d'Ahom); aquest arranjament fou una font de problemes i finalment el 1841 govern britànic va incorporar aquestos Duars al domini directe del districte, compensant als bhòties amb un pagament anual. Un acord similar es va fer amb els bhòties que no estaven subjectes a Bhutan coneguts com a towangs bhòties, que van renunciar als Duars de Kariapara i Char; però els akes (hrusos) i dafles que ocupaven les muntanyes a l'est del riu Dhansiri presentaven més dificultats i va costar la seva pacificació; el darrer atac rellevant aka fou el 1883 quan fou necessària una expedició; quant als dafles la vila de Amtola, a la plana, fou atacada pels dafles muntanyesos el 1872 i van capturar 44 persones com esclaus per substituir als morts muntanyesos per causa d'una epidèmia que suposadament havien portat els dafles de la plana; una força de policia va estacionar a la regió i més tard una força militar i el 1875 els presoners foren alliberats.
El districte es va crear el 1833. El 1881 i 1901 apareix esmentat amb una superfície de 8.852,5 km² amb el Brahmaputra format el seu límit sud i amb cinc afluents principals: Bhairavi, Ghiladari, Dhaneswari (Jia Dhansiri), Nonai i Bar Nadi, i altres 26 rius menors. La població era:
- 1872: 235.720
- 1881: 273.012
- 1891: 307.440
- 1901: 337.313

Darrang estava dividit en dos subdivisions: Tezpur i Mangaldai, amb capitals a les ciutats del mateix nom. La primera era també la capital del districte i l'única ciutat d'aquest; hi havia també 1.275 pobles.
El febrer de 1894 es va produir un motí a Patharughat contra la revisió del cadastre. 15 manifestants van morir en l'incident i 37 foren ferits.
El districte va quedar limitat l'1 de juliol de 1983 a l'antiga subdivisió de Mangaldai. La capital inicial, Tezpur, va quedar com a capital del districte de Sonitpur, i Mangaldai va ocupar la posició de capital. El 2004 es va separar una part per formar el districte de Udalguri.